# Антоніо Росміні-Сербаті
Антоніо Франческо Давіде Амброждо Росміні-Сербаті (італ. Antonio Francesco Davide Ambrogio Rosmini Serbati; 24 березня 1797, Роверето — 1 липня 1855, Стреза) — італійський католицький священник і філософ, блаженний Католицької Церкви (2007).
Виробив об'єктивний релігійно-філософський ідеалізм, що виходить із самоспостереження, і називав його ідеологічним психологізмом; вважається попередником християнського спіритуалізму. Заснував згромадження «Братів і сестер милосердя» (італ. Instituto della Carità, 1828).

## Життєпис
Народився у дворянській родині. Був другим сином П'єра Модесто та Джованни, графині Форменті ді Б'ячеза дель Гарда. У 1804—1814 роках навчався в початковій школі, а потім в гімназії в рідному місті. У 1814—1816 роках приватно вивчав філософію, математику та фізику в Роверето під керівництвом о. П'єро Орсі. У 1816 році вступив до Падуанського університету, де вивчав право та богослов'я. Перед закінченням навчання 21 квітня 1821 року був висвячений на священника в місті Кіоджа. Навчання закінчив у 1822 році. Крім богослов'я, мав глибоку любов до філософських студій, до яких його також заохочував папа Пій VII. У 1826 році Антоніо Росміні переїхав до Мілана, де зблизився з Алессандро Мандзоні. Його творами захоплювалися такі мислителі, як Ніколо Томмазео та Вінченцо Джоберті, які стали його друзями.
У 1828 році в Домодоссолі о. Антоніо Росміні-Сербаті заснував чернече згромадження під назвою Istituto della Carità, відоме як «Росмініанці». Конституції нового згромадження були затверджені папою Григорієм XVI у 1839 році. У 1830—1848 роках він опублікував свої найважливіші твори, кульмінацією яких стала праця під назвою «Про п'ять ран Святої Церкви» (італ. Delle cinque piaghe della Santa Chiesa) з 1848 рік.

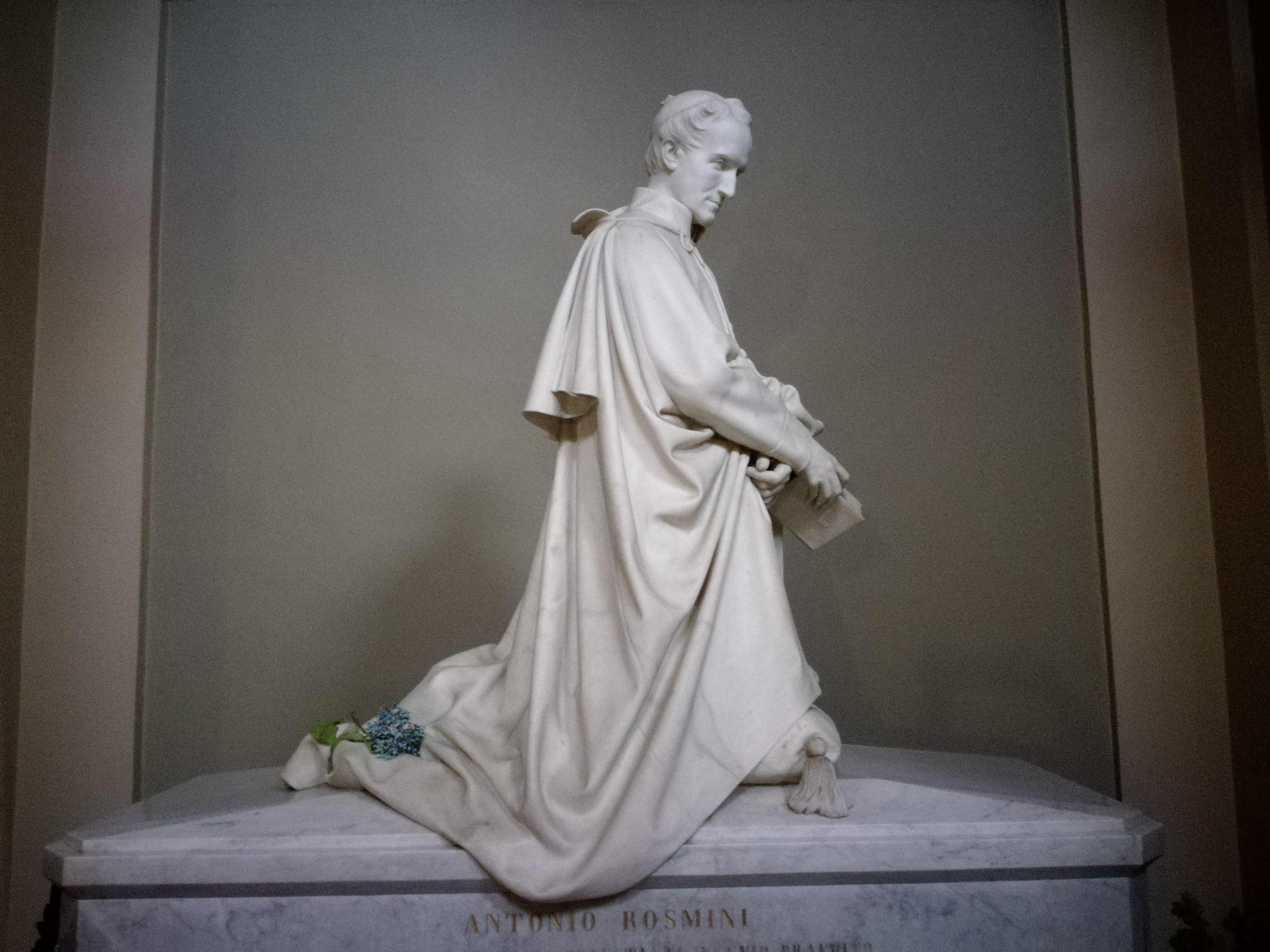
Пам'ятник на могилі Антоніо Росміні в м. Стреза

У тому ж році в праці «Конституція відповідно до соціальної справедливості» (італ. La costituzione secondo la giustizia sociale) він підтримував конституційну монархію та неогвельфістську програму джобертського типу, яка передбачала створення федерації італійських держав на чолі з папою. Під час Першої революції уряд П'ємонта довірив Росміні місію до папи Пія IX, щоб запропонувати йому конкордат і федерацію. Однак місія не принесла результатів, оскільки папа не підтримав запропоновані ідеї. Коли Римська республіка була заснована під тріумвіратом Джузеппе Мадзіні, Ауреліо Саффі та Карло Армелліні, а папа знайшов притулок у місті Гаета, Росміні супроводжував його і написав короткий полемічний лист Il socialismo e il comunismo. Тим не менше, його досить ліберальна позиція означала, що Церква ставилася до нього з недовірою, а самому Росміні довелося виїхати до міста Стреза. У 1849 році його книги Delle cinque piaghe della Santa Chiesa і Costituzione civile secondo la giustizia sociale були включені до індексу заборонених книг. У 1854 році Свята Канцелярія дозволила вільний доступ до його творів, але в 1887 році, коли томізм став офіційною філософією Церкви, деякі твердження, взяті з праць Росміні, були засуджені.
Антоніо Росміні-Сербаті помер 1 липня 1855 року в м. Стреза після восьми годин агонії. Усе, чим він володів, заповів ченцям заснованого ним Інституту милосердя.

### Беатифікація

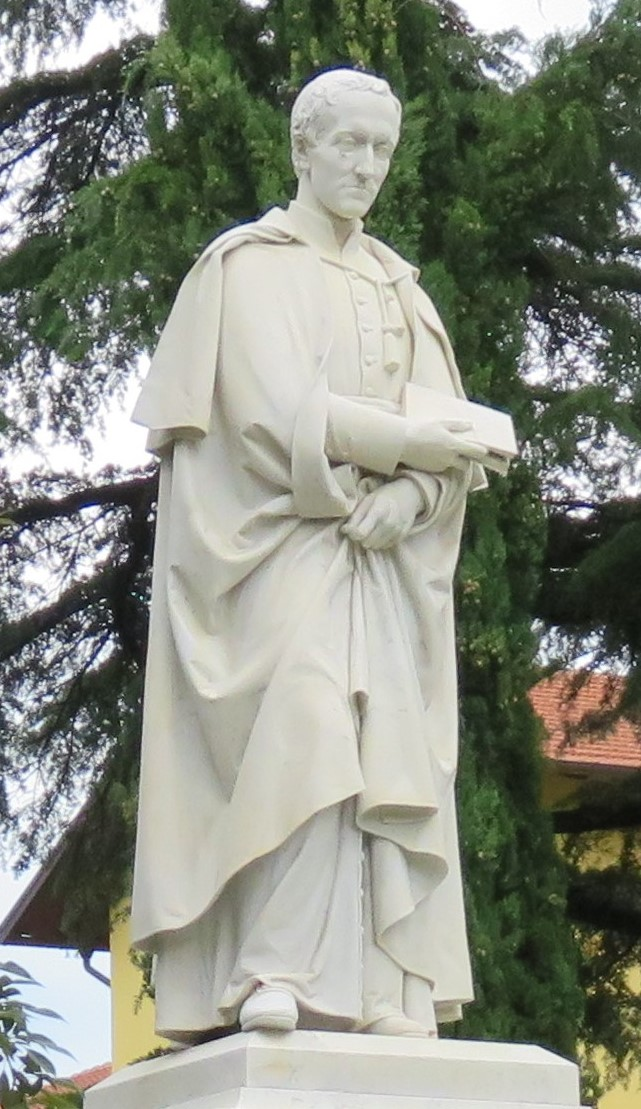
Пам'ятник Антоніо Росміні в Роверетто

Папа Іван Павло ІІ реабілітував його в енцикліці Fides et Ratio (1998), включивши його до групи мислителів, на творчість яких можна вказати «як на показовий приклад філософської рефлексії певного типу, яка збагатилася завдяки взаємодії з істинами віри» (Fides et ratio, 74). Він також дозволив розпочати процес беатифікації, який завершився на дієцезальному етапі в Новарі 21 березня 1998 року. Папа Бенедикт XVI дозволив оприлюднення декрету про визнання героїчних чеснот Росміні, що стало ще одним кроком до його беатифікації, яку здійснив 18 листопада 2007 року в м. Новара кардинал Жозе Сарайва Мартінш.

## Філософія
Примикаючи, головним чином, до Декарта і Бональда, а у філософії права — до Галлера, Росміні виробив об'єктивний релігійно-філософський ідеалізм, що виходить із самоспостереження; він називав його ідеологічним психологізмом, протиставляючи його сенсуалізму Романьозі і онтологізму Джоберті. Тільки форми пізнання (наприклад — субстанція, причина, число, істина) виникають з духу, але не їх зміст. Об'єктами досвіду служать сприйняття і речі, що у їх основі. Головні із змішаних ідей, що виникають шляхом чуттєвого досвіду, узагальненого за допомогою ідеї буття, є ідеї духу і тіла. Зв'язок між ними в нас — факт, що ми безпосередньо усвідомлюємо, але він не піддається поясненням. Пізнання Бога не буває емпіричним, навпаки — швидше апріорним: ідея буття дає про себе знати в мені як факт, але вона не може походити ні від мене, ні від іншої кінцевої істоти, а передбачає безумовну дійсність, яка виявляється тотожною з Богом.

## Критика
Єпископ Ферре, у творі Degli universali secondo la teoría Rosminiana confrontata colla dottrina di S. Tommaso di Aquino (Казале, 1880) намагався довести повну згоду Росміні з правильно зрозумілим Томою Аквінським.
Паганіні (C. P. Paganini), у своїх Sulle piu risposte armonie della filosofia naturale colla filosofia sopranaturale (Піза, 1861) доводить, що Росміні у своїй доктрині поєднує вчення Августина і Томи.
Серед видатних італійських томістів були і противники Росміні, наприклад Корнольді, у творі Il Rosminiasmo sintesi dell otnologismo et del panteismo (Рим, 1883).

## «Про п'ять ран Святої Церкви»

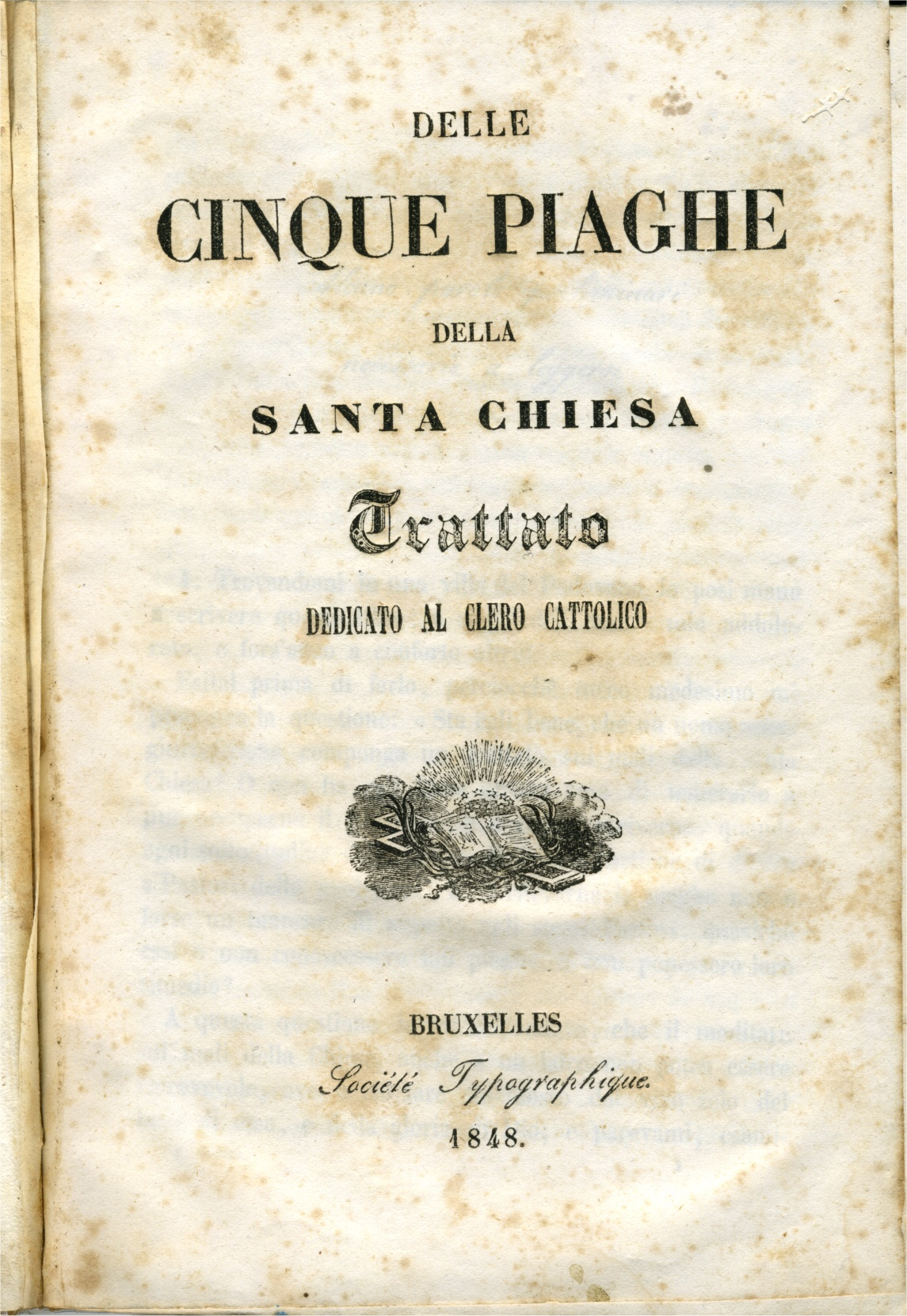
Брюссельське видання книги «Delle cinque piaghe della Santa Chiesa» (1848)

Книга «Про п'ять ран Святої Церкви» «Delle cinque piaghe della Santa Chiesa» це найвідоміший твір Росміні, в якому автор сміливо й гостро вказує на необхідність реформ у Церкві, певною мірою випереджаючи Другий Ватиканський собор. Через стигматизацію певних явищ, присутніх у Церкві, ця праця була внесена до індексу в 1849 році і стала джерелом полеміки під назвою «Росмініанське питання».
Твір поділено на 5 розділів, кожен з яких відповідає одній рані, у порівнянні з раною Христа. Схема кожного розділу однакова: 1) оптимістична картина стародавньої Церкви; 2) факт, що змінює загальну ситуацію; 3) рана; 4) ліки.

### Перша рана
Розділення між народом і духовенством у публічному культі. У давнину культ був засобом катехизації та формації, а народ брав участь у богослужінні. Згодом вторгнення варварів, зникнення латинської мови, погана обізнаність людей і схильність духовенства до творення окремої касти створили стіну між народом і духовенством. Ліки: вивчення латинської мови, пояснення літургійних обрядів, використання міссалів національними мовами.

### Друга рана
Недостатня освіченість духовенства. Раніше священників виховували єпископи, зараз є семінарії з «маленькими книжками» та «маленькими вчителями». Це жорстка критика схоластики та катехизму. Ліки: необхідність пов'язати науку і побожність.

### Третя рана
Розбіжності між єпископами. Тут є сувора критика єпископів. Росміні звинувачує їх у: занятті політикою, чужій священничому служінню, амбіційності, сервільності до світської влади, турботі про захист церковних благ будь-якою ціною. Ліки: відмова від захисту тимчасових благ, відмова від багатства та державної платні.

### Четверта рана
Призначення єпископів світською владою. Росміні аналізує цю проблему з історичної точки зору та критикує сучасні йому конкордати, в яких Святий Престол надав її світській владі. Ліки: Росміні пропонує повернутися до виборів єпископів вірними.

### П'ята рана
Служіння тимчасовим благам Церкви. Росміні виступає за необхідність добровільних пожертв на благо Церкви замість сервітутів, приписаних церковною владою за підтримки держави. Він пропонує відмовитися від привілеїв і оприлюднити звітність.

## Інші твори
- «Nuovo saggio sull'origine delle idee» (1830)
- «Principii della scienza morale» (1831)
- «Filosofia della morale» (1837)
- «Antropologia in servigio della scienza morale» (1838)
- «Filosofia della politica» (1839)
- «Trattato della coscienza morale» (1839)
- «Filosofia del diritto» (1841—1845)
- «Teodicea» (1845)
- «Sull'unità d'Italia» (1848)
- «Il comunismo e il socialismo» (1849)
- «Teosofia» (твір неповний і виданий посмертно)